# Tálknafjörður (fiord)
Tálknafjörður – fiord w północno-zachodniej Islandii, w południowo-zachodniej części regionu Fiordów Zachodnich. Na południe od niego znajduje się fiord Patreksfjörður, a na północ - fiord Arnarfjörður. Ma długość około 16 km, w przy wejściu do fiordu ma około 5 km szerokości. Na północnym brzegu fiordu położona jest miejscowość Tálknafjörður.